# 切爾尼亞希夫區

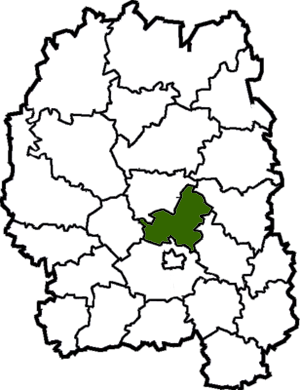
撤销前切爾尼亞希夫區在日托米爾州的位置

切爾尼亞希夫區（烏克蘭語：Черняхівський район），曾是烏克蘭日托米爾州的一個區，位於該國北部，行政中心設於切爾尼亞希夫，面積850平方公里，2013年人口30,015，人口密度每平方公里35.31人。
该区在2020年7月18日的乌克兰行政区划改革中被撤销，改革后日托米爾州下分为4个区。切爾尼亞希夫區合并至日托米爾區。
50°27′24″N 28°40′43″E / 50.45667°N 28.67861°E